# Агабабов, Сергей Артемьевич
Серге́й Арте́мьевич Агаба́бов (25 октября 1926, Махачкала — 23 октября 1959, Аэропорт «Внуково», Москва) — советский композитор, старший брат композитора Аркадия Агабабова (1940—2013). Окончил дирижерско-хоровое отделение музыкального училища (Махачкала, 1951), Московскую консерваторию по классу композиции, 1956. Заслуженный деятель искусств Дагестанской АССР (1960, посмертно).

## Биография
Сергей Артемьевич Агабабов родился 25 октября 1926 года в Махачкале, в семье служащего. К музыке проявил интерес с детства — одновременно с общеобразовательной посещал и музыкальную школу. В 1951 году Сергей заканчивает с отличием одновременно и Дагестанский медицинский институт, и музыкальное училище, в котором по теоретическим предметам занимался у Г. А. Гасанова и написал свои первые песни — «Дочь Дагестана» и «Песня нефтяников». Сделав свой выбор в пользу музыки, в 1952 году он поступает в Московскую государственную консерваторию, в класс композиции А. Н. Александрова. По окончании с отличием основного курса обучения принимается в аспирантуру (руководитель — Ю. А. Шапорин).
В эти годы С. Агабабов проявляет себя, как незаурядный композитор. Он пишет музыку как в инструментальных, так и в вокальных жанрах, использует подлинно народные мелодии и стремится передать в своих произведениях национальный колорит. Творческое вдохновение Сергей Артемьевич черпает во время фольклорных экспедиций по Дагестану, результатом которых стала написанная им вокально-симфоническая сюита «Дагестанские песни» в 6-ти частях. Среди работ студенческих лет С. Агабабова: для оркестра — «Дагестанская сюита на темы лезгинских народных мелодий» (1954, Москва); для фортепиано — «Детский альбом» (1951), «Токката» (1955); для скрипки и фортепиано — «Сюита» (1951), «Вариации» (1951); для меццо-сопрано и баса в сопровождении фортепиано — вокальный цикл «Из поэзии прошлого» на стихи Э. Капиева.
В 1954 году Сергей Агабабов вошёл в первый состав Союза композиторов Дагестана. Большое влияние на формирование С. Агабабова как профессионала оказал видный дагестанский композитор, пианист и педагог, общественный деятель Готфрид Гасанов.
В аспирантские годы молодой композитор создаёт кантаты «Сказ о свободе» и «День труда» (обе — 1958) для солиста, смешанного хора и симфонического оркестра. Параллельно с крупными музыкальными жанрами пишет вокальные миниатюры и песни, многие из которых стали популярными: «Вольный простор» (стихи — Ю.Полухин), «Как поссорились подруги» (Я. Козловский), «По горным дорогам», «Я был уже большим» (Р. Гамзатов), «Поёт гармонь» (О. Мухин), «Я жду» (М. Бахшиев), «Ягнёнок» (М. Гаирбеков) и др. С песней «Ягнёнок» на советской эстраде блистает молодая певица Нина Дорда. Песня С. Агабабова на слова А. Хамавова «Моя Москва» в 1956 году была удостоена 1-й премии Всесоюзного конкурса на лучшую песню о Москве. Творческий диапазон композитора многогранен. Он пишет и песни для детей, и музыку к драматическим спектаклям, создаёт обработки народных песен и танцев. Одним из наиболее значительных сочинений С. Агабабова является незавершённая симфония. Также остались незаконченными фортепианный концерт и частушки для эстрадного оркестра, романсы «Осень» на стихи А. Блока и «Зейтунский марш» («Из армянской поэзии»). Остался, к сожалению, неосуществлённым и замысел балета «Сулак-свидетель» по роману М. Хуршилова.
В 1958—1959 годах, наряду с музыкальным творчеством, Сергей Артемьевич публикуется в газетах «Дагестанская правда» и «Комсомолец Дагестана», пишет книгу «Деятели музыкального искусства Дагестана». Книга выйдет в махачкалинском издательстве в 1960 году, уже после трагической гибели композитора.

### Обстоятельства гибели
23 октября 1959 года, готовясь отметить через 2 дня своё 33-летие, Сергей Артемьевич сел в аэропорту Махачкалы на самолёт Ил-14, выполняющий рейс № 200 Баку — Москва с промежуточными посадками в Махачкале, Астрахани и Сталинграде. Погода мешала выполнению полёта уже с самого начала. В аэропорт Сталинграда рейс прибыл с задержкой на 2 с лишним часа.

В 14:20 самолёт вылетел во Внуково, но и этот аэропорт закрылся по метеоусловиям. Через 2 часа после взлёта борт вернулся в Сталинград. В 18:50 экипаж, будучи на ногах уже почти 14 часов, произвёл повторный взлёт.

В 22:10 на подлёте к аэропорту Внуково в условиях низкой облачности при попытке совершить посадку самолёт в 700 метрах от посадочной полосы задел деревья, упал в лес, разрушился и сгорел. Выжил в катастрофе лишь один пассажир. 5 членов экипажа и 23 пассажира, в числе которых был Сергей Артемьевич Агабабов, погибли.

## Память
- В 1960 году С. Агабабову посмертно присвоено звание «Заслуженный деятель искусств Дагестанской АССР».
- Имя Сергея Артемьевича Агабабова золотыми буквами высечено на мраморной плите на здании Союза композиторов Дагестана. Также именем С. А. Агабабова названы музыкальные школы городов Каспийск и Дагестанские Огни.
- 2 декабря 2010 года в Махачкале, на стене дома по улице Буйнакского, 51, где родился и вырос выдающийся дагестанский композитор, открыли мемориальную доску[3]. В митинге приняли участие родственники С. А. Агабабова, представители творческой интеллигенции и администрации города. В своем выступлении председатель Союза композиторов Дагестана Рамазан Фаталиев сказал:

Его насыщенная музыкальная жизнь пронеслась яркой кометой на небосклоне дагестанского профессионального искусства. Наряду со своим великим учителем Готфридом Гасановым, Сергей Агабабов явился одним из тех, кто заложил фундамент будущей дагестанской композиторской школы. Несмотря на короткий жизненный путь, он сумел сделать очень много. Оставил после себя солнечную, жизнеутверждающую музыку и добрую память о себе. Все, кто его знал, с восторгом и большой душевной теплотой отзывались о его таланте и человеческих качествах. Его музыку отличает щедрый мелодизм, богатство гармонии и фактуры. Она неизменно производит впечатление какой-то необыкновенной легкости — такое ощущение, что она давалась композитору без особого труда. Музыка С. Агабабова и на сегодняшний день продолжает сохранять свою свежесть и самобытность. Её любят и, думаю, что будут любить всегда.— РИА «Дагестан»
- Имя С. А. Агабабова присвоено бывшей улице Свободы в Махачкале.

## Творчество

### Инструментальные и инструментально-вокальные произведения
- Сказ о свободе, кантата, 1959
- День труда, кантата, 1959
- Дагестанская сюита на темы лезгинских народных мелодий, 1954
- Детский альбом, для фортепиано, 1951
- Токката, для фортепиано, 1955
- Сюита для скрипки и фортепиано, 1951
- Вариации для скрипки и фортепиано, 1951
- Из поэзии прошлого, для голоса и фортепиано (на стихи Э. Капиева, перевод народных песен Н. Гребнева, изд. в 1959
- В горах встречаю я восход, романс на стихи А. Гафурова, 1954

### Наиболее известные эстрадные песни
- Вольный простор (Ю. Полухин), исп. Евгений Кибкало и Василий Елисеев
- Где луг от кузнечиков звонок (Б. Рамазанов/Я. Козловский), исп. Леонид Неверов
- Как поссорились подруги (Я. Козловский), исп. Георгий Абрамов
- Лесной бал (Н. Саконская), исп. Людмила Исаева
- Мы — юное, звонкое племя (Ю. Полухин), исп. Евгений Кибкало
- По горным дорогам (Р. Гамзатов/Я. Козловский), исп. Рашид Бейбутов, Константин Оганов
- Поёт гармонь (О. Мухин), исп. Евгений Кибкало
- Столица Родины (Х. Абдурахманов), исп. Павел Лисициан
- Ты с кувшином шла из дома (Ю. Хаппалаев/Н. Гребнев), исп. Георгий Абрамов
- Улетаю, до свидания (В. Кузнецов), исп. Виктор Селиванов
- Я был уже большим (Р. Гамзатов), исп. Сергей Лемешев
- Я жду (М. Бахшиев), исп. Ружена Сикора
- Ягнёнок (М. Гаирбеков), исп. Нина Дорда

### Фильмография
- 1959 — День рождения (мультфильм) — музыка.